# Dominique van Dijk
Dominique van Dijk (Groningen, 5 september 1979) is een voormalig Nederlands profvoetballer. Van Dijk stond van de zomer van 2008 tot en met februari 2012 onder contract stond bij FC Volendam. Hiervoor kwam hij onder andere uit voor RKC Waalwijk en Cambuur Leeuwarden. Zijn positie is aanvallende middenvelder of hangende vleugelspeler.
Hij is een zoon van voetbaltrainer Jan van Dijk en de oudere broer van voetballer Gregoor van Dijk.

## Carrière
Ook Van Dijk speelde vanaf zijn jongste jeugd bij LTC op De Hoogte. Op 12-jarige leeftijd maakte hij de overstap naar de jeugd van FC Groningen, waar hij in het seizoen 1998-1999 debuteerde in de hoofdmacht. De voetballende acties van Van Dijk bij de jeugd van LTC waren ongekend. De klasse van hem was dat hij alles voetballend oploste. Een bal lukraak de tribune intrappen was niets voor hem. Na zijn FC Groningen periode speelde Van Dijk voor verschillende profclubs: Cambuur Leeuwarden, RKC Waalwijk, Sparta. In de zomer van 2007 tekende hij een contract bij Go Ahead Eagles, de club waar vader Jan ooit begon als jeugdvoetballer. Na een seizoen met weinig speeltijd mede door blessures, maakte hij de overstap naar FC Volendam. Ook in de Eredivisie kende hij een goed seizoen, met als hoogtepunt de met 2-1 gewonnen wedstrijd tegen Feyenoord. Van Dijk wist toen twee maal te scoren en bezorgde FC Volendam een verrassende overwinning op de Rotterdamse club. Uiteindelijk kon ook Van Dijk degradatie niet afwenden. Van Dijk bleef bij Volendam na grote interesse uit Canada en Engeland. Toronto FC wilde van Dijk graag inlijven, maar de autoriteiten wilden niet meewerken. Ook zijn mogelijke transfer naar Swansea City ging niet door. "Ik heb het beste gevoel bij FC Volendam", zo verklaarde hij. In maart 2012 verliet hij de ploeg. 

## Clubstatistieken
| Seizoen | Club               | Duels | Goals | Competitie     |
| ------- | ------------------ | ----- | ----- | -------------- |
| 1998/99 | FC Groningen       | 13    | 0     | Eerste Divisie |
| 1999/00 | FC Groningen       | 14    | 3     | Eerste Divisie |
| 2000/01 | FC Groningen       | 15    | 0     | Eredivisie     |
| 2001/02 | Cambuur Leeuwarden | 31    | 4     | Eerste Divisie |
| 2002/03 | Cambuur Leeuwarden | 27    | 4     | Eerste Divisie |
| 2003/04 | Cambuur Leeuwarden | 30    | 7     | Eerste Divisie |
| 2004/05 | Cambuur Leeuwarden | 34    | 5     | Eerste Divisie |
| 2005/06 | RKC Waalwijk       | 29    | 3     | Eredivisie     |
| 2006/07 | Sparta             | 15    | 1     | Eredivisie     |
| 2007/08 | Go Ahead Eagles    | 21    | 4     | Eerste Divisie |
| 2008/09 | FC Volendam        | 26    | 5     | Eredivisie     |
| 2009/10 | FC Volendam        | 19    | 2     | Eerste Divisie |
| 2010/11 | FC Volendam        | 23    | 1     | Eerste Divisie |
| 2011/12 | FC Volendam        | 14    | 0     | Eerste Divisie |
| Totaal  | Totaal             | 314   | 39    |                |